# Высшие государственные органы империи Тан
Аппарат управления империи Тан — управленческая система, созданная в средневековом Китае во времена правления династии Тан. Включал как гражданское, так и военное управление. В империи Тан конфуцианцы смогли наконец вернуть себе власть, которую они потеряли при дворах военизированных династий III—VI века н. э. Именно в годы правления Ли Шиминя государственное управление достигло невероятных высот и эти годы изучались впоследствии китайскими учёными, рассматривались как образец, и их изучение было важным для китайских принцев.
При населении около 60 миллионов человек в империи было около 370 тыс. чиновников и других работников государственных служб. На протяжении 289 лет танского правления этот аппарат сочетал в себе борьбу двух разнонаправленных тенденций. Первая — формализация, так как император желал создать совершенную систему управления в которой не может быть никаких случайностей, с другой стороны деформализация, когда решение наиболее важных вопросов переходило в руки некомпетентных лиц и неформальных органов: например, власть евнухов и генерал-губернаторов цзедуши.
Высший эшелон государственного управления империей состоял из совета цзайсянов и 6 министерств-шэнов. 6 ши и гунов — чиновников основного 1-го ранга несли, главным образом, ритуальные полномочия, а если и занимались государственными делами, то только в особом порядке по распоряжению Сына Неба. Совет цзайсянов, наоборот, занимался всеми государственными делами и состоял из трёх главных министров, но мере усиления влияния евнухов и временщиков, цзайсянами становились и фавориты императора. Из 6 шэнов три были предназначены для управления империей и три обслуживали императора. Шэны, обслуживавшие императора, занимались его слугами и придворными, обеспечением дворца и императора, и императорской библиотекой. Привратный и Срединный шэны служили как бы связующими звеньями между императором и империей, через них приходили все правовые акты государства. Только Шаншушэн был целиком занят управлением, в его сложной структуре отражаются почти все полномочия государства. По современным представлениям, шаншушэн и был правительством, сосредотачивая в себе функции всех министерств.
Внеранговые вспомогательные служащие, в общем случае, не указываются.

## Высшие органы
Цзайсяны, великие наставники и гуны являлись как бы тремя органами, которые постоянно находились рядом с императором. Они выбиваются из строгой структуры имперской бюрократии, так как наставники и гуны несли чисто церемониальные функции, а количество и положение цзайсянов зависело только от воли императора.

### Цзайсянат
Слово «цзайсян» (кит. 宰相) обычно переводят как «канцлер», но поскольку их могло быть несколько, то вернее «член высшего совета». Должность цзайсяна могла совмещаться с любой другой. В первые годы Тан цзайсянами были главы трёх высших шэнов: шаншушэна, мэньсяшэна и чжуншушэна. Потом у шаншэшэна стало два главы и цзяйсянов стало четверо. Позже императоры стали опасаться давать главам шэнов так много власти и цзайсянов стали назначать по выбору монарха. Часто для доверенного лица императора создавали бутафорскую высокоранговую должность и сразу назначали его цзайсяном, или не назначали, но обязывали его принимать участие в советах цзайсянов.
Строго определённых обязанностей у цзайсянов не было, они «помогали Сыну Неба»(кит. 佐天子) и занимались по его указанию любыми государственными делами и не было таких дел, над которыми цзайсяны не осуществляли бы управления.

### Сянь Ши
Сань Ши кит. 三師 — императорские наставники. Церемониальные должности; занимающие их должны были отличаться столь высокими нравственными качествами, чтобы «император брал с них пример». Определённых обязанностей не имеют.
| Название должности | Название на китайском | Перевод названия    | Ранг носителя |
| ------------------ | --------------------- | ------------------- | ------------- |
| Тайши              | 太師                  | великий наставник   | 1-й основной  |
| Тайфу              | 太傅                  | великий воспитатель | 1-й основной  |
| Тайбао             | 太保                  | великий опекун      | 1-й основной  |

### Сань Гун
Гуны кит. 三公 (верховники) — в данном случае не титул (см. Гун (титул) и Гуны в Тан), а названия почётных должностей. Когда-то, в Древнем Китае это были настоящие должности, но ко временам Тан настоящих полномочий у них не было. Указывалось, что они помогают императору при жертвоприношениях Земле и Небу, гармонизируют Инь и ян, и по указанию императора занимаются любыми делами государства.
| Название должности | Название на китайском | Перевод названия  | Ранг носителя |
| ------------------ | --------------------- | ----------------- | ------------- |
| Тайвэй             | 太尉                  | великий защитник  | 1-й основной  |
| Сыту               | 司徒                  | ведающий нравами  | 1-й основной  |
| Сыкун              | 司空                  | ведающий работами | 1-й основной  |

## Лю Шэнкит.六省шесть министерств
Осью танского государственного управления являлись 6 «шэнов», то есть министерств, приказов, надзоров. Из них 3 первых сосредотачивали в себе почти всё имперское управление, другие три занимались императором и его обеспечением. Три первые шэна располагались относительно императорского дворца (обращённого на юг) напротив — шаншушэн, слева — мэньсяшэн и справа — чжуншушэн. Функционально шаншушэн был правительством, мэньсяшэн канцелярией, чжуншушэн — секретариатом. Но два последних дублировали некоторые функции друг друга, чтобы ни одно из «конкурирующих министерств» не стало лидирующим.

### Шаншушэнправительствующий шэн
Шаншушэн (кит. 尚書省, дословно «министерство высших дел», также шаншу — это 5 звёзд рядом с Полярной звездой, а император олицетворял собой полярную звезду на земле в рамках официальной мифологии.

#### Душэн
Душэн кит. 都省 — центральный аппарат
| Название должности                        | Название на китайском      | Перевод названия                                 | Ранг носителя                                  | Примечание |
| ----------------------------------------- | -------------------------- | ------------------------------------------------ | ---------------------------------------------- | --- |
| Шаншулин                                  | 尚書令                     | начальник высших в делах                         | 2-й основной                                   | При Тан эту должность занимал только Ли Шиминь, а после него она вечно была свободной. |
| Чэнсян Пуе                                | 丞相 僕射                  | канцлер помогающий сподвижник                    | 2-й сопровождающий                             | Левый и правый чэнсяны (цзоченсян и юченсян) управляли всеми отделами шашушэна, решали общие вопросы, а также исполняли обязанности шаншунлина, когда его не было (то есть всегда), могли обжаловать обвинения цензоров-юйши.                                                            |
| Чэн: цзо чэн и ю чэн                      | 丞: 左丞, 右丞             | левый помощник правый помощник                   | Цзо чэн — осн. 4-й выс.; ю чэн — осн. 4-й низ. | Главным образом следили за поведением и исполнением обязанностей глав подразделений. Обладали правом обжалования неправомерных обвинений цензоров. |
| Ланчжун: цзо ланчжун и ю ланчжун          | 郎中: 左郎中, 右郎中       | левый срединный молодец правый срединный молодец | сопр. 5-й выс.                                 | Определённые полномочия не указаны. |
| Юаньвайлан: цзо юаньвайлан и ю юаньвайлан | 員外郎: 左員外郎, 右員外郎 | левый преданный молодец правый преданный молодец | сопр. 6-й выс.                                 | Распределяли текущие дела по отделам шэна, выявляли задержки делопроизводства, регистрировали выдачу верительных бирок «фу» (кит. 符), определяли порядок ночных смен чиновников, по необходимости подменяли чэнов. Также существует перевод названия должности «сверхштатный помощник». |
| Души: цзо души и ю души                   | 都事: 左都事, 右都事       | левый столоначальник правый столоначальник       | сопр. 7-й выс.                                 | Регистрировали поступающие дела, контролировали задержки и упущения, следили за сохранностью и применением печатей, распределили кисти и бумагу. |
| Чжуши: цзо чжуши и ю чжуши                | 主事: 左主事, 右主事       | левый делопроизводитель правый делопроизводитель | сопр. 8-й низ.                                 | Определённые полномочия не указаны. |
| Вспомогательные служащие                  |                            |                                                  |                                                | |
| Линши, шулинши                            | 令史, 書令史               | старший писец, писец                             | без ранга                                      | Ведали копированием бумаг, составлением документов и дел, вели учёт выдаваемых бирок, которые являлись аналогами удостоверений. |
| Тинчжан                                   | 亭長                       | сторож                                           | без ранга                                      | Закрывали и открывали помещения, следили за соблюдением режима работы. 6 человек. |
| Чжангу                                    | 掌固                       | хранитель                                        | без ранга                                      | Следили за складами и инвентарём центрального аппарата шэна. 14 человек. |

#### Либукит.吏部Чиновная часть
Министерство личного состава и аттестаций.

##### Либукит.吏部Центральный аппарат чиновной части
В ведении этого органа были отборочные экзамены сюань (選) на занятие чиновной должности, пожалование титулов, наградных должностей, служебные проверки «каокэ» (考課)
- 1 Шаншу (кит. 尚書 Высший в делах): основной 3-й ранг.

Возглавлял чиновную часть. Председательствовал в комиссии на экзамена.
- 2 Шилана (кит. 侍郎 Моло́дцы-служители): основной 4-й высший ранг.

Заседали в комиссии на экзаменах вместе с шаншу.

##### Либукит.吏部Отдел чинов
- 2 Ланчжуна (кит. 郎中 Срединный молодец): основной 5-й высший ранг.

Один занимался переводами чиновников в зависимости от стажа, жалованием чиновников, сборами их при дворе, наградами, выдачей должностных удостоверений, отпусками и командировками. Другой — отборочными экзаменами и назначением в чиновники из вспомогательного штата. В случае необходимости могли подменить на работе руководство своего шэна.
- 2 Юаньвайлана (кит. 員外郎 Срединный молодец): сопровождающий 6-й высший ранг.

Помогали ланчжунам, готовили документы, проверяли характеристики чиновников, смотрели послужные списки.
- 4 Чжуши (кит. 主事 Делопроизводители): сопровождающий 8-й низший ранг.
- Вспомогательные служащие (без ранга): архивные писцы — цзяку линши (кит. 甲庫令史).

##### Сыфэнкит.吏部Отдел титулов знатности
Занимался имперскими титулами знатности, наследованием и участием аристократии в аудиенциях, выдавали удостоверения наложницам, имеющим ранг и т. д.
- 1 Ланчжун (кит. 郎中 Срединный молодец): сопровождающий 5-й высший ранг.
- 1 Юаньвайлан (кит. 員外郎 Срединный молодец): сопровождающий 6-й высший ранг.
- 2 Чжуши (кит. 主事 Делопроизводители): сопровождающий 9-й высший ранг.

##### Сысюнькит.司勳Отдел наградных должностей
Занимался награждением должностями, как гражданскими, так и военными.
- 1 Ланчжун (кит. 郎中 Срединный молодец): сопровождающий 5-й высший ранг.
- 2 Юаньвайлана (кит. 員外郎 Срединный молодец): сопровождающий 6-й высший ранг.
- 2 Чжуши (кит. 主事 Делопроизводители): сопровождающий 9-й высший ранг.

##### Каогункит.考功Отдел проверки заслуг
Проверял ежегодные отчёты о заслугах и ошибках чиновников, гражданских и военных. Проверяли достоверность характеристик. Заслуженных чиновников посмертно награждали именами, следили за жертвоприношениями в их честь и установкой памятных стел. В первые десятилетия Тан ведал и экзаменами на учёную степень.
- 1 Ланчжун (кит. 郎中 Срединный молодец): сопровождающий 5-й высший ранг.
- 1 Юаньвайлан (кит. 員外郎 Срединный молодец): сопровождающий 6-й высший ранг.
- 3 Чжуши (кит. 主事 Делопроизводители): сопровождающий 8-й низший ранг.

#### Хубукит.戶部Подворная часть
Министерство учёта населения с сбора налогов.

##### Хубукит.戶部Центральный аппарат подворной части
В ведении этого органа было: подсчёт сельскохозяйственных земель империи и распределение их по степеням плодородности, подсчёт населения, поступлением дани и податей в виде денег и зерна.
- 1 Шаншу (кит. 尚書 Высший в делах): основной 3-й ранг.

Возглавлял подворную часть. .
- 2 Шилана (кит. 侍郎 Моло́дцы-служители): основной 4-й низший ранг.

##### Хубукит.戶部Подворный отдел
Ведал подсчётом земель и людей, распределением налогов, дани и подношений, определял, какие земли должны быть временно освобождены от налогов. Также регистрацией браков, наследованием (трудоспособных мужчин и женщин, а также всех остальных), выделением полей вечного пользования, подушных полей, садовых участников. Взиманием налогов зерном и тканями. Установлением имущественного положения семьи и записи её в одну из 9 категорий.
- 2 Ланчжуна (кит. 郎中 Срединный молодец): сопровождающий 5-й высший ранг.
- 2 Юаньвайлана (кит. 員外郎 Срединный молодец): сопровождающий 6-й высший ранг.
- 4 Чжуши (кит. 主事 Делопроизводители): сопровождающий 9-й высший ранг.
- 2 Хубу Сюньгуань (кит. 戶部巡官 Разъездные чиновники подворного отдела): сопровождающий 6-й высший ранг.

Ранг не указан.

##### Джучикит.度支Расчётный отдел
Определял, какая продукция производится в империи и какая может производится и в каком месте. Вели учёт природных богатств и их использования, подавали рекомендации по налогообложению добычи их. Следили за экономией государственных средств на путях сообщений, догах, караванных трактах, морских путях. Составляли бюджет страны.
- 1 Ланчжун (кит. 郎中 Срединный молодец): сопровождающий 5-й высший ранг.
- 1 Юаньвайлана (кит. 員外郎 Срединный молодец): сопровождающий 6-й высший ранг.
- 2 Чжуши (кит. 主事 Делопроизводители): сопровождающий 9-й высший ранг.

##### Цзиньбукит.金部Отдел имуществ
Сокровищница. В ведении этого отдела находилось: поступление чего-либо в государственные хранилища и выдача из них. Слежение за соблюдением мер и весов на рынках и при караванной торговле, пограничной торговле. Учитывали государственные имущественные пожалования служащим империи и иностранцам. Снабжали одеждой женское население дворцы, жён знати и даже государственных рабов.
- 1 Ланчжун (кит. 郎中 Срединный молодец): сопровождающий 5-й высший ранг.
- 1 Юаньвайлана (кит. 員外郎 Срединный молодец): сопровождающий 6-й высший ранг.
- 3 Чжуши (кит. 主事 Делопроизводители): сопровождающий 9-й высший ранг.

##### Цанбукит.倉部Отдел зернохранилищ
Ведомство казённых складов. В ведении этого отдела находилось: хранение запасов зерна, учётом поступления зерна на склады, его выдачей, выплатой продовольственного довольствия чиновникам. В частности для нужд чиновничества содержалось 100 деревянных зернохранилищ. По всей империи были специальные стратегические зернохранилища «ицан» кит. 義倉 на случай бедствий.
- 1 Ланчжун (кит. 郎中 Срединный молодец): сопровождающий 5-й высший ранг.
- 1 Юаньвайлана (кит. 員外郎 Срединный молодец): сопровождающий 6-й высший ранг.
- 3 Чжуши (кит. 主事 Делопроизводители): сопровождающий 9-й высший ранг.

#### Либукит.禮部Церемониальная часть
Министерство церемоний.

##### Либукит.禮部Центральный аппарат церемониальной части
В ведении этого органа были правила поведения и церемонии (знаменитые конфуцианские «ли» кит. 禮), этикетом, манерами кит. 儀), государственные жертвоприношения, и, бо́льшую часть правления Тан, проведением экзаменов на учёную степень.
- 1 Шаншу (кит. 尚書 Высший в делах): основной 3-й ранг.
- 2 Шилана (кит. 侍郎 Моло́дцы-служители): основной 4-й низший ранг.

##### Либукит.禮部Церемониальный отдел
Занимался пятью видами государственных церемоний (радостные, траурные, гостевые, свадебные, военные) их музыкальным сопровождением, распорядком учебных заведений, соблюдением правил в одежде, при обращении с печатями и бирками. Проводили церемониальное оглашение указов. Сообщали императору о небесных (не значит, что обязательно на небосводе) знамениях (благоприятных и неблагоприятных). Обеспечивали проведение государственных похорон и помощи родственникам почивших чиновников.
- 1 Ланчжун (кит. 郎中 Срединный молодец): сопровождающий 5-й высший ранг.

По необходимости мог заменить своего «либу шаншу», то есть временно возглавить шэн.
- 1 Юаньвайлана (кит. 員外郎 Срединный молодец): сопровождающий 6-й высший ранг.
- 2 Чжуши (кит. 主事 Делопроизводители): сопровождающий 8-й низший ранг.

##### Цыбукит.祠部Отдел жертвоприношений
Приказ обрядов и церемоний. В ведении этого отдела: жертвоприношения, наблюдения за небом, измерение времени по водяным часам, имперские трауры при годовщине смерти императора или императрицы, налагали запрет на использование в письме личного имени покойного императора (廟諱), гаданиями на панцире черепахи и тысячелистнике, лечением и лекарствами и вопросами, связанными с буддийскими монахами.
- 1 Ланчжун (кит. 郎中 Срединный молодец): сопровождающий 5-й высший ранг.
- 1 Юаньвайлана (кит. 員外郎 Срединный молодец): сопровождающий 6-й высший ранг.
- 2 Чжуши (кит. 主事 Делопроизводители): сопровождающий 9-й высший ранг.

##### Шаньбукит.膳部Отдел жертвенных кушаний
Ведал жертвоприношениями животных, мясом и вином и другой пищей, приносимой в жертву.
- 1 Ланчжун (кит. 郎中 Срединный молодец): сопровождающий 5-й высший ранг.
- 1 Юаньвайлана (кит. 員外郎 Срединный молодец): сопровождающий 6-й высший ранг.

Кроме основных функций, пробовал все блюда, подносимые во дворец службой кормлений.
- 2 Чжуши (кит. 主事 Делопроизводители): сопровождающий 9-й высший ранг.

##### Чжукэкит.主客Гостеприимный отдел
Ведал делами, связанными с потомками династий, правивших в Китае до Тан. Принятием правителей «варваров» и вассалов империи и размещением их в Чанъани. Вообще встреча иностранцев была поручена пограничным властям, но чжукэ оформляли их прибытие в столицу, выдавали одежду для аудиенций. Также могли предать императору прошение о принятии в гвардейскую страже иностранного принца или князя, вместе с характеристикой кандидата.
- 1 Ланчжун (кит. 郎中 Срединный молодец): сопровождающий 5-й высший ранг.
- 1 Юаньвайлана (кит. 員外郎 Срединный молодец): сопровождающий 6-й высший ранг.
- 2 Чжуши (кит. 主事 Делопроизводители): сопровождающий 9-й высший ранг.

#### Бинбукит.兵部Военная часть
Военное министерство.

##### Бинбукит.兵部Центральный аппарат военной части
В ведении этого органы было проведение отборочных экзаменов на занятие военных должностей (武選), создание географических карт, «лошади и колесницы» и всякое воинское снаряжение.
- 1 Шаншу (кит. 尚書 Высший в делах): основной 3-й ранг.

Возглавлял военную часть.
- 2 Шилана (кит. 侍郎 Моло́дцы-служители): основной 4-й низший ранг.

##### Бинбукит.兵部Военный отдел
Занимался повышением военных чиновников по выслуге лет, аттестациями, выдачей военных удостоверений, установлением численности гвардий и имперских войск, аттестациями служащих. Отдел записывал все военные назначения и перемещения войск. Отдел выдавал жалование и имущественные пожалования военнослужащим; рассматривал прошения и выдавал разрешения на отпуска.
- 2 Ланчжун (кит. 郎中 Срединный молодец): сопровождающий 5-й высший ранг.

По необходимости могли возглавить шэн.
- 2 Юаньвайлана (кит. 員外郎 Срединный молодец): сопровождающий 6-й высший ранг.

Проводили академические экзамены на военные должности, вели послужные списки, рассматривали характеристики военных, их прошения.
- 4 Чжуши (кит. 主事 Делопроизводители): сопровождающий 8-й низший ранг.
- Вспомогательные служащие (без ранга): 12 Цзяку линши (кит. 甲庫令史 Архивные писцы) и другие.

##### Чжифанкит.職方Отдел управления окраинами
В ведении этого отдела была картография, фортификации, стены и рвы, гарнизоны пограничных застав и округов, работа системы сигнальных огней, военные дороги, «подчинение варваров» (в смысле культурно-цивилизационном, для войны были другие учреждения), разведка. Вместе с чиновниками хунлусы, чиновники чжифана допрашивали прибывших в Чанъань иностранцев о их стране, её местонахождении, географии, плодородности и обычаях. Императоры подавали отчёт опросе, а в чжифане сохраняли копию отчёта. Если в Китае никогда не видели прибывших иностранцев, то их рекомендовалось зарисовывать.
- 1 Ланчжун (кит. 郎中 Срединный молодец): сопровождающий 5-й высший ранг.
- 2 Юаньвайлана (кит. 員外郎 Срединный молодец): сопровождающий 6-й высший ранг.
- 2 Чжуши (кит. 主事 Делопроизводители): сопровождающий 9-й высший ранг.

##### Цзябукит.駕部Ездовой отдел
Ведал паланкинами и носилками, колесницами, почтовыми лошадьми, государственными конюшнями и пастбищами, государственными скотом. Выдавали коней и экипажи для перемещения чиновников по стране (так чиновник первого ранга мог получить на почтовой станции 8 коней, а девятого — только двух)
- 1 Ланчжун (кит. 郎中 Срединный молодец): сопровождающий 5-й высший ранг.
- 1 Юаньвайлана (кит. 員外郎 Срединный молодец): сопровождающий 6-й высший ранг.
- 2 Чжуши (кит. 主事 Делопроизводители): сопровождающий 9-й высший ранг.

##### Кубукит.庫部Арсенальный отдел
Заведовал хранением боевого, парадного, церемониального оружия и снаряжений (в том числе флагов). Снаряжал почётные военные эскорты, выдавал оружие для некоторых ритуалов и парадов. Снабжал и боевые армии.
- 1 Ланчжун (кит. 郎中 Срединный молодец): сопровождающий 5-й высший ранг.
- 1 Юаньвайлана (кит. 員外郎 Срединный молодец): сопровождающий 6-й высший ранг.
- 2 Чжуши (кит. 主事 Делопроизводители): сопровождающий 9-й высший ранг.

#### Синбукит.刑部Судебная часть
Министерство наказаний.

##### Синбукит.刑部Центральный аппарат военной части
В ведении этого органы было исполнение уголовного и административного права, проверка расследований, утверждение приговоров, контроль над исполнением наказаний, суд, наблюдение за арестованными.
- 1 Шаншу (кит. 尚書 Высший в делах): основной 3-й ранг.

Возглавля судебную часть.
- 2 Шилана (кит. 侍郎 Моло́дцы-служители): основной 4-й низший ранг.

Один из шиланов мог войти в комиссию «уполномоченных от трёх учреждений» (三司使) в которую, кроме него, входили чжунчэн из юйшитай и цин из далисы. Это была судебная коллегия рассмотрения особо сложных дел.

##### Синбукит.刑部Судебный отдел
Работал с уголовными и общеобязательными (令) законами, нормативными установлениями, подзаконными актами (格), служебными инструкциями и внутриведомственными актами (式). Проверял и пересматривал приговоры шедшие к императору через далисы.
- 1 Ланчжун (кит. 郎中 Срединный молодец): сопровождающий 5-й высший ранг.

По необходимости могли возглавить шэн.
- 1 Юаньвайлан (кит. 員外郎 Срединный молодец): сопровождающий 6-й высший ранг.
- 4 Чжуши (кит. 主事 Делопроизводители): сопровождающий 8-й низший ранг.

##### Дугуанькит.都官Надзорный отдел
Занимался регистрацией и учётом военнопленных и лиц, обращённых в рабство за преступление. Выдавал указанным лицам одежду и продовольствие, разбирал жалобы и выводил из рабского состояния, когда это было положено по закону.
- 1 Ланчжун (кит. 郎中 Срединный молодец): сопровождающий 5-й высший ранг.
- 1 Юаньвайлан (кит. 員外郎 Срединный молодец): сопровождающий 6-й высший ранг.
- 4 Чжуши (кит. 主事 Делопроизводители): сопровождающий 9-й высший ранг.

##### Бибукит.比部Контрольный отдел
Проверял отчёты о собранных налогах, расходах казны на содержание чиновников и учреждений, о присвоении наградных и почётных должностей. Следил за криминальным присвоением имущества, взятках, откупах от наказания, раскладке работ на осуждённых, долгами и недоимками, военных расходах и утратах снаряжения, закупками зерна, поступлениями зерна из государственных деревень (屯). Четыре раза в год проводил проверку всех столичных государственных учреждений, а склады продовольствия проверялись каждые 3 месяца. Каждый год проводил проверку окружных учреждений.
- 1 Ланчжун (кит. 郎中 Срединный молодец): сопровождающий 5-й высший ранг.
- 1 Юаньвайлан (кит. 員外郎 Срединный молодец): сопровождающий 6-й высший ранг.
- 4 Чжуши (кит. 主事 Делопроизводители): сопровождающий 9-й высший ранг.

##### Сымэнькит.司門Пропускной отдел
Собирал списки проходящих через ворота Имперского города, городские ворота, заставы, переправы и броды. Занимался потерянными вещами: сохранял их и вывешивал объявление или вещь у городских ворот, и по пришествии года сдавали её в казну. Проверяли чиновничьи удостоверения на проход в Имперский город. Для прохода через заставу местная администрация выдавала путнику пропуск (過所), покидающим империю больше чем на месяц, нужно было предъявить на границе выездную грамоту (行牒), охотники получали большие реестры (長籍), которые служили 3 месяца и позволяли пресекать заставы. Иноземцы обыскивались на первой из внутренних застав и далее могли следовать в столицу без досмотров.
- 1 Ланчжун (кит. 郎中 Срединный молодец): сопровождающий 5-й высший ранг.
- 1 Юаньвайлан (кит. 員外郎 Срединный молодец): сопровождающий 6-й высший ранг.
- 2 Чжуши (кит. 主事 Делопроизводители): сопровождающий 9-й высший ранг.

#### Гунбукит.工部Работная часть
Министерство общественных работ.

##### Гунбукит.工部Центральный аппарат работной части
В ведении этого органы было использование природных ресурсов, государственные пограничные поселения (屯田), крестьяне, занятые на общественных работах, ремесленники, общественное строительство, строительство валов и рвов, дорог и переправ, заготовление бумаги, кистей и туши и другие дела.
- 1 Шаншу (кит. 尚書 Высший в делах): основной 3-й ранг.

Возглавлял судебную часть.
- 1 Шилана (кит. 侍郎 Мо́лодцы-служители): основной 4-й низший ранг.

##### Гунбукит.工部Работный отдел
Заведовал ремонтом стен, рвов, мостов, переправ, земляными и столярными работами. Отдел занимался юридическими и организационными вопросами работ, непосредственное исполнение ложилось на шаофуцзянь и цзянцзоцзянь. Работы с использованием более 1000 человек разрешались только императором.
- 1 Ланчжун (кит. 郎中 Срединный молодец): сопровождающий 5-й высший ранг.

По необходимости могли возглавить шэн.
- 1 Юаньвайлан (кит. 員外郎 Срединный молодец): сопровождающий 6-й высший ранг.
- 3 Чжуши (кит. 主事 Делопроизводители): сопровождающий 9-й высший ранг.

##### Тунтянькит.屯田Отдел земледельческих поселений
Тун кит. упр. 屯, пиньинь tún, палл. тун — специфическая форма земледельческого поселения, созданного для обеспечения армии или императорского двора. Те туны, которые находились в приграничной зоне и обеспечивали армию, управлялись тунтянем, остальные — нет. Кроме того, решал некоторые вопросы при передаче земель государственным учреждениям.
- 1 Ланчжун (кит. 郎中 Срединный молодец): сопровождающий 5-й высший ранг.
- 1 Юаньвайлан (кит. 員外郎 Срединный молодец): сопровождающий 6-й высший ранг.
- 2Чжуши (кит. 主事 Делопроизводители): сопровождающий 9-й высший ранг.

##### Юйбукит.虞部Отдел природопользования
Приказ природных богатств, также 禹 родовое имя Шуня. Ведал «столичными перекрёстками», парками и садами, ресурсами «гор и озёр», сеном, древесиной, снабжение чиновников и иноземных послов овощами по сезону, дровами, древесным углём. Обеспечению указанными вещами чиновников и послов в дороге и на охоте. Занимались охраной растений и животных от браконьеров. Передавали императору записки об обнаруженных и преподносимых ему природных диковинках.
- 1 Ланчжун (кит. 郎中 Срединный молодец): сопровождающий 5-й высший ранг.
- 1 Юаньвайлан (кит. 員外郎 Срединный молодец): сопровождающий 6-й высший ранг.
- 2Чжуши (кит. 主事 Делопроизводители): сопровождающий 9-й высший ранг.

##### Шуйбукит.水部Водный отдел
Ведал связанным с водой хозяйством: переправами, кораблями и лодками, водоотводными и ирригационными каналами и мостами, дамбами, плотинами, рвами, рыбной ловлей, перевозкой по воде, мельницами и жерновами и другими. Отдел вел регистрацию всех работ с водными объектами и хранил реестры этих объектов по территориальным единицам.
- 1 Ланчжун (кит. 郎中 Срединный молодец): сопровождающий 5-й высший ранг.
- 1 Юаньвайлан (кит. 員外郎 Срединный молодец): сопровождающий 6-й высший ранг.
- 2Чжуши (кит. 主事 Делопроизводители): сопровождающий 9-й высший ранг.

### Мэньсяшэнкит.門下省Привратный шэн
Действительно находился с восточной стороны у ворот «чэнтяньмэнь», которые вели из жилого комплекса чанъаньского дворца в имперский город. Функционально можно назвать «Имперская канцелярия». Основная функция получение и отправка документов из дворца и по всей империи. Чиновники Привратного шэна распределялись не по отделам, а по функциям.

#### Душэнкит.都省Центральный аппарат
- 2 Шичжуна (кит. 侍中, Срединный служитель): основной 3-й ранг (до 767 года) и основной 2-й ранг (с 767 года).

Получают императорские приказы и «передают обратно», помогают при ритуалах (исполняемых императором), обсуждают с руководством шэна Срединных документов решение государственных задач, могут решать в упрощённом порядке все дела, подведомственные шэну. Если император путешествовал, шичжуны следовали за ним и хранили его печать.
- 2 Мэнься шилана (кит. 門下侍郎, Привратный мо́лодец-служитель), они же Хуанмэнь шиланы (кит. 黃門侍郎, Мо́лодец-служитель при жёлтых вратах): основной 4-й высший ранг (до 767 года) и основной 3-й ранг (с 767 года).

Помогали шичжунам, заменяли их, помогали императору при Большом жертвоприношении. В первый день Нового года и при зимнем солнцестоянии сообщали императору о всех благоприятных знамениях за прошлый год. Заверяли печатями верительные бирки и удостоверения, если шичжуны отсутствовали.
- 4 Цзяшичжуна (кит. 給事中, Срединный податель дел): основной 5-й высший ранг.

Сопровождали императора слева и справа, распределяли дела по шэну, проверяли работу хунвэньгуаня. Если какое-либо учреждение обращалось к императору с докладом «цзоучао» (奏抄), то доклад сначала поступал к цзяшичжунам на проверку и исправление неисправностей и упущений. Если император издавал повеление-распоряжение (詔敕), то цзячжуна могли проверить его и вернуть императору с замечанием, если находили что-то недопустимое, хотя император не обязан прислушиваться к их мнению. (Вся процедура называлась тугуй 塗歸). В конце каждого сезона они отчитывались о том, что исправили. Правя важное дело, они возвращали его на утверждение (откуда получено), незначительно они правили и отсылали по назначению. По делам о предварительном назначении чиновников 9—6 рангов цзяшичжуны могли проверять послужные списки и сообщали шичжунам, если чиновник не был достоин занять должность окончательно. Цзяшичжуны входили в комиссию саньсы (三司) вместе с цензором-юйши и чжуншу шэжэнем, эта комиссия рассматривала важные дела, связанные с «нанесением обиды» и реабилитацией.
- 4 Луши (кит. 錄事, Секретарь): сопровождающий 7-й высший ранг.
- 4 Чжуши (кит. 主事, Делопроизводитель): сопровождающий 8-й низший ранг.
- Вспомогательные служащие (без ранга): старшие писцы — 22 линши (кит. 令史), писцы — 43 шулинши (кит. 書令史). Архивные писцы — 13 цзяку линши  (кит. 甲庫令史). Каллиграф — 1 нэншу (кит. 能書). Указные курьеры — 2 чуаньчжи (кит. 傳制). Смотрители чжангу, 14 человек (кит. 掌固). Сторожа тинчжан — 6 человек, (кит. 亭長).

#### Советники
Все советники мэньсяшэна были левыми (左), а советники шэна Срединных документов — правыми. В Танской империи советники не только давали советы по просьбе императора, но и указывали ему на его отступления от обычаев правления, даже на мельчайшие.
- 2 Саньци чанши (кит. 左散騎常侍, Едущий слева постоянно прислуживающий не обременённый конкретными обязанностями всадник): основной 3-й ранг.

Постоянно следовали за императором, отвечали на его вопросы, сообщали ему о его ошибках и упущениях.
- 4 Цзяньи дафу (кит. 左諫議大夫, Левый великий муж-увещеватель): основной 4-й низший ранг.

Сопровождали владыку для разъяснений и содействия, сообщали ему, что к пользе, а что — ко вреду.
- 6 Буцюэ (кит. 左補闕, Левый восполнитель упущенного): сопровождающий 7-й высший ранг.

Входили в свиту императора и могли выражать своё мнение относительно его дел. Проверяли черновики указов и могли выносить важное дело на общее обсуждение советников или неважное вернуть императору со списком замечаний.
- 6 Шии (кит. 左拾遺, Левый подбиратель оброненного): сопровождающий 8-й высший ранг.

Проверяли черновики государственных актов на содержательные и стилистические ошибки. Остальное, как у буцюэ.

#### Хронисты и церемониймейстеры
- 2 Цицзюйлана (кит. 起居郎, Подневный регистратор): сопровождающий 6-й высший ранг.

Регистрировали все поступки и высказывания императора. Дневники передавались в шигуань в конце сезона.
- 2 Дяньи (кит. 典儀, Блюститель этикета): сопровождающий 9-й низший ранг.

Провозглашали начало церемонии и раскладывали таблички, указывающие, где какой чиновник должен сидеть.

#### Привратники
- 4 Чэнмэньлана (кит. 城門郎, Молодец при вратах): сопровождающий 6-й высший ранг.

Следили за режимом открытия и закрытия всех врат столицы, Императорского города, Дворцового города и дворцов. Выдавали и получали ключи.
- Вспомогательные служащие (без ранга): привратники — 800 мэньпу (кит. 門僕).

#### Заведующие бирками и печатями
- 4 Фубаолана (кит. 符寶郎, Молодец при бирках и печатях): сопровождающий 6-й высший ранг.

Распоряжались 8 императорскими печатями. Составляли различные верительные бирки
- Вспомогательные служащие (без ранга): хранители печатей — 2 чжубао (кит. 主寶), хранители бирок «фу» — 4 чжуфу (кит. 主符), хранители бирок «цзе» — 4 чжуцзе (кит. 主節).

#### Хунвэньгуанькит.弘文館Институт распространения словесности
Иначе Сювэньгуань кит. 修文館 — Институт совершенствования словесности. Научно-учебное учреждение. Мог редактировать документы, книги и карты, вести обучение студентов, участвовать в обсуждении правил дворцовых ритуалов, церемоний и этикета. Известно, что в царствование У Хоу (684—705), в 688 году институтом заведовал цзайсян, а повседневные вопросы решал цзишичжун, что свидетельствует о важности этого института для императрицы.
В институте могло обучаться 38 (в другом месте указано 30) студентов, принимали только сыновей высокопоставленных лиц. Данные о том, кого именно принимали в институт, разнятся, вероятно потому, что это часто меняли.
- Сюэши (кит. 學士, Учёные): должность совмещения для чиновника 5-го ранга и выше.

Занимались научной и образовательной работой.
- Чжисюэши (кит. 直學士, Дежурные учёные): должность совмещения для чиновника 6-го ранга и ниже.

Занимались научной и образовательной работой.
- 2 Цзяошулана (кит. 校書郎, Молодец для сверки документов): сопровождающий 9-й высший ранг.

Сверяли и правили институтские документы.
- Вспомогательные служащие (без ранга): старшие писцы — 2 линши (кит. 令史), каллиграфы-переписчики — 12 кайшу (кит. 楷書), подносители кистей — 2 гунцзиньби (кит. 供進筆), хранители книг — 2 дяньшу (кит. 典書), копиисты-печатники — 3 ташушоу (кит. 拓書手), изготовители кистей — 3 бицзян (кит. 筆匠), изготовители вощёной бумаги и переплётчики-оформители — 8 шоучжи чжуанхуанцзян (кит. 熟紙裝潢匠), сторожа — 2 тинчжан (кит. 亭長, хранители — 4 чжангу (кит. 掌固).

### Чжуншушэнкит.中書省Шэн срединных документов
Находился с западной стороны у ворот «чэнтяньмэнь», которые вели из жилого комплекса чанъаньского дворца в имперский город. Функционально можно назвать «Императорский секретариат». Основная функция: императорские приказы.

#### Душэнкит.都省Центральный аппарат
- 2 Чжуншулина (кит. 中書令, Начальник над срединными документами или Главный секретарь государственной канцелярии): основной 3-й ранг (до 767 года) и основной 2-й ранг (с 767 года).

Помогают императору в делах государственных, руководят всеми делами шэна. Они заверяли акты, издаваемые императором, после чего возвращали их ему на окончательную подпись. Участвуют в совещаниях у императора. Один из Чжуншулинов проводит церемонию «жертвоприношения Небу и Земле». В целом они отвечали за разработку, издание и провозглашение императорских указов, что делало их одними из самых могущественных чиновников империи.
- 2 Шилана (кит. 侍郎, Мо́лодец-служитель): основной 4-й высший ранг (до 767 года) и основной 3-й ранг (с 767 года).

Могли замещать своих чжуншулинов, участвовали в заседаниях руководства шэна. Подавали императору доклад о прибытии варварского посольства ко двору, принимали обращения к императору от варварских послов и передавали их в указанном докладе.
- 6 Чжуншу шэжэнь (кит. 舍人, полностью кит. 中書舍人, Домочадец при срединных документах): основной 5-й высший ранг.

Находясь рядом с императором, передавали ему доклады, консультировали по поводу любых документов, прорабатывали проекты нормативных и ненормативных актов, могли указывать на явные ошибки в черновиках указов, могли блокировать издание акта, если усматривали разглашение секретной информации и т. д.
- 4 Чжуншу (кит. 主書, Письмоводитель): сопровождающий 7-й высший ранг.
- 4 Чжуши (кит. 通事, Делопроизводитель): сопровождающий 8-й низший ранг.
- Вспомогательные служащие (без ранга): старшие писцы — 25 линши (кит. 令史), писцы — 50 шулинши (кит. 書令史). Каллиграфы — 4 нэншу (кит. 能書). Переводчики — 10 фаньшу июй (кит. 蕃書譯語). Указные курьеры — 10 чуаньчжи (кит. 傳制). Сторожа — тинджан 18 человек, (кит. 亭長). Почтовые гонцы — чэнъи 20 человек, (кит. 乘驛). Хранители — чжангу 24 человека, (кит. 掌固). Указной переплётчик — чжуан чжичицзян 1 человек, (кит. 裝制敕匠). Указные реставраторы — сюбу чжичицзян 50 человек, (кит. 脩補制敕匠). Занимающиеся футлярами — чжанхань 20 человек, (кит. 掌函). Архивариусы — чжанъань 20 человек, (кит. 掌案).

- В 685 в шэне был создан отдел уполномоченных по урнам, которые занимались обращениями населения к императору, положенными в специальные урны. Вероятно, вскоре подразделение расформировали, а функции передали другим чиновникам. В состав входил Чжигуйши (Уполномоченные по урнам, кит. 知匭使), паньгуань (Уполномоченные по текущим делам, кит. 判官), 2 дянь (Хранитель, кит. 典).

#### Советники
Все советники чжуншушэна были правыми (右), а советники Привратного шэна — левыми. В Танской империи советники не только давали советы по просьбе императора, но и указывали ему на его отступления от обычаев правления, даже на мельчайшие.
- 2 Саньци чанши (кит. 右散騎常侍, Едущий справа постоянно прислуживающий не обременённый конкретными обязанностями всадник): основной 3-й ранг.

Постоянно следовали за императором, отвечали на его вопросы, сообщали ему о его ошибках и упущениях.
- 4 Цзяньи дафу (кит. 右諫議大夫, Правый великий муж-увещеватель): основной 4-й низший ранг.

Сопровождали владыку для разъяснений и содействия, сообщали ему, что к пользе, а что — ко вреду.
- 6 Буцюэ (кит. 右補闕, Правый восполнитель упущенного): сопровождающий 7-й высший ранг.

Входили в свиту императора и могли выражать своё мнение, относительно его дел. Проверяли черновики указов и могли выносить важное дело на общее обсуждение советников или неважное вернуть императору со списком замечаний.
- 6 Шии (кит. 右拾遺, Правый подбиратель оброненного): сопровождающий 8-й высший ранг.

Проверяли черновики государственных актов на содержательные и стилистические ошибки. Остальное, как у буцюэ.

#### Хронисты и сопроводители
- 2 Цицзюй шэжэньа (кит. 起居舍人, Домочадец при повседневности): сопровождающий 6-й высший ранг.

Как и цицзюйланы Привратного шэна, регистрировали все поступки и высказывания императора. Дневники передавались в шигуань в конце сезона.
- 16Тунши шэжэнь (кит. 通事舍人, Домочадец по препровождению): сопровождающий 6-й высший ранг.

Сопровождали гостей дворца, указывали, где стоять и когда кланяться на аудиенции, когда и где входить и выходить. Кроме того, передавали полководцам приказы императора, о выступлении в поход. После встречали возвращающуюся армию за городскими воротами. Во время войны посещали семьи военных (не только офицеров, но и рядовых), чтобы узнать, не нуждаются ли они в чём-либо.

#### Цзисяньдянь шуюанькит.集賢殿書院Академия дворца, где собраны достойные
Академия хранила, переписывала, редактировали и исправляла классические труды и документы. Также разыскивались талантливые учёные и мудрецы, искались древние книги. Рецензировали новые книги, если видели в них какую-либо государственную пользу и докладывали об этом императору. Работая над важным проектом, отчитывались перед императором ежемесячно.
- Сюэши (кит. 學士, Учёный): должность совмещается для чиновников от 5-го ранга и выше.

Иногда почётным председателем мог стать цзайсян.
- Чжисюэши (кит. 直學士, Дежурный учёный): должность совмещается для чиновников от 9-го ранга и до 6-го.

Заведующим делами академии в должности чжисюэши однажды был назначен саньци чанши.
- Шиду сюэши (кит. 侍讀學士, Учёные чтецы-служители): ранги не указаны.

Это могли быть и не служащие гражданскими литераторами, привлечёнными для работы в академии без экзаменов.
- Сючжуаньгуань (кит. 修撰官, Редакторы-составители): ранги не указаны.

- 4 Цзяошу (кит. 校書, Сверщик): основной 9-й низший ранг.

Занимались только сличением текстов.
- 2 Чжэнцзы (кит. 正字, Исправщик): сопровождающий 9-й высший ранг.

Занимались только коррекцией текста.
- Вспомогательные служащие (без ранга): 1 чжунши — (кит. 中使, Срединный уполномоченный) заведовал входящими и исходящими текстами императорских манифестов и докладов. 1 кунфугуань — (кит. 孔目官, Чиновник по изъяну и учёту) заведовал хранением и учётом литературы и рисунков. 8 Чжуаньчжи юйшу цзяньтао — (кит. 專知禦書檢討, Чиновник, специально назначенный ведать проверкой державных документов) возможно, должность совмещалась с чиновничьей[6]. 8 Чжишигуань — (кит. 知書官, Ведающий книгами). 90 Шучжи сеюйшушоу — (кит. 書直、寫禦書手, Дежурный переписчик державных документов). 6 Хуачжи — (кит. 畫直, Дежурные рисовальщики). 14 Чжуаншучжи — (кит. 裝書直, Дежурные переплётчики). 6 Ташу — (кит. 拓書, Копиисты-печатники). 4 Дянь — (кит. 典, Хранители).

#### Шигуанькит.史館Историографический институт
Благодаря работе подобных организаций наши знания о средневековом Китае столь велики. Четверо редакторов-составителей заведовали созданием государственной истории. Историки института либо привлекались на общественных началах, либо занимались исторической работой по совместительству.
В 630 году был создан в составе Привратного шэна, председателем назначали цзайсяна. Вскоре началась работа по составлению историй северных и южных династий. В 733 Ли Линфу занимался редактированием исторических хроник. С 812 один из цзайсянов постоянно заведовал делами института. В 856 году сильно пострадавший институт был доукомплектован.
Вспомогательные служащие: Два заведующих канцелярией — юлинши (有令史), 12 писцов-кайшу (楷書), 18 человек писцов династийной истории — сегошикайшу (寫國史楷書), 25 мастеров каллиграфии — куйшушоу (楷書手), 2 книгохранителя дяньшу (典書), 2 смотрителя — тинчжана (亭長), 4 хранителя — чжангу (掌固), 6 изготовителей вощёной бумаги — чжоучжицзянов (熟紙匠).

### Мишушэнкит.秘書省Шэн потаённых документов
По сути дела: императорская библиотека. Один из трёх шэнов, работавших на обеспечение императора. Несмотря на высокий статус, количество служащих было сравнительно невелико. Основная функция: регулирование любой работы с любыми документами и управление сочинительской службой.

#### Душэнкит.都省Центральный аппарат
- 1 Цзянь (кит. 監, Управитель): сопровождающий 3-й ранг.
- 2 Шаоцзяня (кит. 少監, Младший управитель): сопровождающий 4-й высший ранг.

Служили заместителями управителя.
- 1 Чэн (кит. 丞, Помощник): сопровождающий 5-й высший ранг.
- 3 Мишулана (кит. 秘書郎, Мо́лодец при потаённых документах): сопровождающий 6-й высший ранг.

Хранили и каталогизировали книги в императорской библиотеке. Каждая книга была в 3-х экземплярах (основной, дублирующий и запасной). При недостаче делали копию.
- 10 Цзяошулана (кит. 校書郎, Мо́лодец для сверки документов): основной 9-й высший ранг.
- 4 Чжэнцзыа (кит. 正字, Мо́лодец для сверки документов): основной 9-й низший ранг.

Сверяли, хранимые тексты, и исправляли ошибки.

#### Чжуцзоцзюйкит.著作局Сочинительская служба
Занималась составлением надписей на мемориальных досках, стелах, надгробиях. Занимаются ритуальными текстами государственных жертвоприношений. Издавали официальный календарь и до 630 вели дневники императорских слов и дел.
- 2 Чжуцзолана (кит. 作佐郎, Мо́лодец-сочинитель): сопровождающий 5-й высший ранг.

Возглавляли службу, координируя её работу.
- 2 Цзолана (кит. 佐郎, Подсобный Мо́лодец): сопровождающий 6-й высший ранг.
- 2 Цзяошулана (кит. 校書郎, Мо́лодец для сверки документов): основной 9-й высший ранг.
- 2 Чжэнцзыа (кит. 正字, Мо́лодец для сверки документов): основной 9-й низший ранг.

#### Сытяньтайкит.司天臺Терраса Ведающих небом
Периодически реформировалась и передавалась от одного органа к другому. В окончательном виде была создана в 758—760 году, занималась наблюдением за небом, исчислением времени. Анализировали информацию о благоприятных и вредоносных «знамениях». Вся информация о явлениях отсылалась каждый сезон в Привратный и шэн Срединных документов, а в конце года — в шигуань, где подшивалась к истории. Оглашали календарь.
- 1 Цзянь (кит. 監, Управитель): основной 3-й ранг.
- 2 Шаоцзяня (кит. 少監, Младший управитель): основной 4-й высший ранг.
- 1 Чэн (кит. 丞, Помощник): основной 6-й высший ранг.
- 2Чжубу (кит. 主簿, Регистратор): основной 7-й высший ранг.
- 1Чжуши (кит. 主事, Делопроизводитель): основной 8-й низший ранг.

#### 5 сезонных подразделений
Распределялись по 5 временам года. Штат и полномочия абсолютно одинаковы:
1. Весенний (Чуньгуань, 春官) Следили за востоком неба.
2. Летний (Сягуань, 夏官) Следили за югом неба.
3. Осенний (Цюгуань, 秋官) Следили за западом неба.
4. Зимний (Дунгуань, 冬官) Следили за севером неба.
5. Срединогодный (Чжунгуань, 中官)
Штат каждого:
- 1 Чжэн (кит. 正, Исправник): основной 4-й высший ранг.

Следил за установленным сектором неба, докладывал о небесных явлениях.
- 1 Фу Чжэн (кит. 副正, Помощник исправника): основной 6-й высший ранг.
- 2 У гуань баочжанчжэн (кит. 五官保章正, Исправник сохранения календарных циклов при пяти ведомствах): основной 7-й высший ранг.

Вычисляли праздники, регистрировали движение светил, регистрировали небесные явления и т. д.
- 3 У гуань цзяньхоу (кит. 五官監候, Надзирающий наблюдатель при пяти ведомствах): основной 8-й низший ранг.

Наблюдали за пленетами и звёздами.
- 2 У гуань сыли (кит. 五官司曆, Ведающий календарём при пяти ведомствах): сопровождающий 8-й высший ранг.

Вычисляли даты солнцестояний, равноденствий и т. д. для календаря.
- 1 У гуань линтайлан (кит. 五官靈台郎, Молодец на террасе горних предопределений при пяти ведомствах): основной 7-й низший ранг.

Вёл наблюдения неба и метеорологические записи.
- 2 У гуань цехучжэн (кит. 五官挈壺正, Исправник службы водяных часов при пяти ведомствах): основной 8-й высший ранг.

Занимались водяными часами.
- 8 У гуань сычэнь (кит. 五官司辰, Ведающих временем при пяти ведомствах): основной 9-й высший ранг.
- 6 Лоукэ боши (кит. 漏刻博士, Знаток по водяным часам): сопровождающий 9-й низший ранг.

- Вспомогательный штат (общий)(без ранга): 90 учащихся звездочётов-наблюдателей (тяньвэнь гуашэнкит. 天文觀生). 50 учащихся звездочётов (тяньвэньшэнкит. 天文生). 55 учащихся расчётчиков календаря (лишэн кит. 曆生). 40 учащихся наблюдателей за водяными часами (лоукэшэн кит. 漏刻生). 350 блюстителей колоколов и барабанов (даньчжун кит. 典鐘 и даньгу кит. 典鼓). И другие.

### Даньчжуншэнкит.殿中省Шэн дворцового обеспечения
Министерство двора. Основная цель «обеспечить выезд и платье императора кит. 服禦之事», что следует понимать расширительно. Один из трёх шэнов, работавших на обеспечение императора.

#### Душэнкит.都省Центральный аппарат
- 1 Цзянь (кит. 監, Управитель): сопровождающий 3-й ранг.
- 2 Шаоцзяня (кит. 少監, Младший управитель): сопровождающий 4-й высший ранг.

Служили заместителями управителя.
- 1 Чэн (кит. 丞, Помощник): сопровождающий 5-й высший ранг.
- 2 Чжуши' (кит. 主事, Делопроизводитель): сопровождающий 9-й высший ранг.
- 5 Цзиньма' (кит. 進馬, Выдвигатель коней): основной 7-й высший ранг.

Вначале состояли в Высшей службе экипажей в числе 6 человек. Набирались только из сыновей чиновников: чжунчэнов Цензората, цзишичжуны, чжуншу шэжэней. Во время парадов они обеспечивали ровность строя конников почётного караула и т. д.

#### Шаншицзюйкит.尚食局Высшая служба кормлений
Хранила припасы, и их выдачей, снятием проб с блюд, приготовленных во дворце, следили за соблюдением постов, обеспечивали пиры.
- 2 человека в должности «Фэнъюй» (кит. 奉禦, Подноситель в державное употребление): основной 5-й низший ранг.
- 2 Чжичжана (кит. 直長, Дежурный начальник): основной 7-й высший ранг.
- 8 Шии (кит. 食醫, Кулинар-целитель): основной 9-й низший ранг.

Ведали пищевыми запретами в определённые сезоны и пищевыми запретами вообще. Если шии разрешал сделать блюдо, невзирая на пищевой запрет, его казнили удушением.
- Вспомогательный штат (общий)(без ранга): 16 кормителей (主食), 840 кушанников (主膳) и многие другие.

#### Шанъяоцзюйкит.尚藥局Высшая служба врачеваний
Занималась лекарствами, врачебным осмотром, проверкой пульса обитателей дворца.
- 2 человека в должности «Фэнъюй» (кит. 奉禦, Подноситель в державное употребление): основной 5-й низший ранг.
- 2 Чжичжана (кит. 直長, Дежурный начальник): основной 7-й высший ранг.

Следили за изготовлением лекарства и пробовали их на себе. Лекарство, подаваемое императору, проходило множество степеней проверки и опробирования.
- 4 Шиюйи (кит. 侍御醫, Лекарь-служитель при державной особе): сопровождающий 6-й высший ранг.

Ведали лечением и осмотром.
- 5 Сыи (кит. 司醫, Лекарь): основной 8-й низший ранг.
- 10 Ицзо (кит. 醫佐, Подсобный лекарь): основной 9-й низший ранг.
- Вспомогательный штат (общий)(без ранга): 4 массажиста, 4 читателя лечебных заклинаний, 12 фармацевтов, 2 составителя мазей для губ и многие другие.

#### Шанъицзюйкит.尚衣局Высшая служба одеяний
Занималась одеждой, головными уборами, столами для работы и еды. С 662/663 по 670 именовалась Фэнмяньцзюй (кит. 奉冕局) — служба поднесения головных уборов.
- 2 Фэнъюя (кит. 奉禦, Подноситель в державное употребление): основной 5-й низший ранг.
- 4 Чжичжана (кит. 直長, Дежурный начальник): основной 7-й высший ранг.

При торжественных церемониях подносили императору регалии.
- Вспомогательный штат (общий)(без ранга): 16 гардеробщиков и многие другие.

#### Шаншэцзюйкит.尚舍局Высшая служба покоев
Содержала дворцовые постройки, стены, подготавливали место для жертвоприношений, бани, ночным освещением дворцы, мытьём помещений, походными шатрами и установкой их.
- 2 Фэнъюя (кит. 奉禦, Подноситель в державное употребление): основной 5-й низший ранг.
- 6 Чжичжана (кит. 直長, Дежурный начальник): основной 7-й высший ранг.
- Вспомогательный штат (общий)(без ранга): 80 муши (занимались шатрами) и многие другие.

#### Шанчэнцзюйкит.尚乘局Высшая служба экипажей
Ведали содержанием коней, выгон их на пастбища, выращиванием молодняка, их подготовкой к дворцовым мероприятиям.
- 2 Фэнъюя (кит. 奉禦, Подноситель в державное употребление): основной 5-й низший ранг.
- 10Чжичжана (кит. 直長, Дежурный начальник): основной 7-й высший ранг.
- 1 Сылинь (кит. 司廩, Ведающий амбарами): основной 9-й низший ранг.
- 1 Сыку (кит. 司庫, Ведающий складами): основной 9-й низший ранг.
- 18 Фэнчэнов (кит. 奉乘, Подноситель экипажа): основной 9-й низший ранг.
- Вспомогательный штат (общий)(без ранга): 80 объездчиков, 500 конюхов, 70 ветеринаров и многие другие.

#### Шанняньцзюйкит.尚輦局Высшая ручных экипажей
Ведали паланкинами, ручными возками, малыми экипажами для перемещения внутри Дворцового города. Также: ведали зонтами, опахалами, веерами, в том числе и их ритуальным использованием.
- 2 Фэнъюя (кит. 奉禦, Подноситель в державное употребление): основной 5-й низший ранг.
- 3 Чжичжана (кит. 直長, Дежурный начальник): основной 7-й высший ранг.
- 2 человека в должности «Шаннянь» (кит. 尚輦, Высший по ручным экипажам): основной 9-й низший ранг.
- Вспомогательный штат (общий)(без ранга): 7 экипажей по 6 человек, обслуживающих ручные повозки, 42 держателей ручных повозок, 60 уполномоченных по веерам, 15 подносителей паланкинов и многие другие.

### Нэйшишэнкит.內侍省Шэн внутреннего служения
Слуги императора: евнухи и женщины. В начале правления Тан императоры старались избежать сосредоточение в руках евнухов полномочий, но те, действуя негласно, получали со временем огромную власть в обход основных шэнов.

#### Душэнкит.都省Центральный аппарат
Руководство шэна менялось и реформировалось. В своде законов «Тан лю дянь» чиновников меньше, чем указано с династийной истории «Синь Тан шу», которое показывает более позднее состояние. Перечисление согласно «Синь Тан шу»
- 2 Цзянь (кит. 監, Управитель): сопровождающий 3-й ранг.

Возглавляли всю систему дворцового обслуживания, объявляли императорские приказы. Помогали императрице при ритуалах.
- 2 Шаоцзяня (кит. 少監, Младший управитель): сопровождающий 4-й высший ранг.

Служили заместителями управителя.
- 4 Нэйши (кит. 內侍, Внутренний служитель): сопровождающий 4-й высший ранг.
- 6 Найчанши (кит. 內常侍, Внутренний неприменный служитель): сопровождающий 5-й низший ранг.

Осуществляли общее руководство текущими делами.
- 10 Нэйцзиши (кит. 內給事, Внутренний неприменный служитель): сопровождающий 5-й низший ранг.

Выполняли ритуальные и церемониальные функции. Например: справлялись о самочувствии, передавали подарки, передавали пожелания и т. д. Вели учёт трат дворцовых женщин и осенью сдавали его в Срединных документов.
- 10 Нэйечжэцзянь (кит. 內謁者監, Управитель внутренних визитов): основной 6-й низший ранг.

Следили за этикетом, служили как секретари при императрице, распоряжались приёмами знатных женщин.
- 12 Нэйечжэ (кит. 內謁者,  Внутренний принимающий): сопровождающий 8-й низший ранг.

Принимали и размещали женщин на аудиенциях, иногда могли передавать императору доклады и отчёты чиновников.
- 6 Нэйсыбо (кит. 內寺伯,  Дядя из внутренних покоев): основной 7-й низший ранг.

Следили за порядком среди дворцовых дам и слуг.
- 6 Сыжэнь (кит. 寺人,  Сопутствующий): сопровождающий 7-й низший ранг.

Эскортировали императрицу с оружием в руках.

#### Итинцзюйкит.掖庭局Служба боковых покоев
Занимались учётом дворцовых женщин, начиная от «фрейлин» и заканчивая простыми служанками и женщинами, попавшими в дворцовые служанки из-за преступлений их родни, вели их именные списки. Распределяли и следили за работой служанок, работой их в дворцовых садах, где выращивали шелкопрядов, особыми дворцовыми мастерскими, где работали исключительно женщины. Занимались женским образованием. Обеспечивали женщин необходимыми вещами. Забирали рабынь.
- 2 Лина (кит. 令, Начальник): сопровождающий 7-й низший ранг.

- 3 Чэна (кит. 丞, Помощник): сопровождающий 8-й низший ранг.
- 2 Гунцзяо боши (кит. 宮教博士, Знаток, обучающий в дворцовых покоях): сопровождающий 9-й низший ранг.

Вели дворцовые курсы образования для женщин: письма, счёта, искусства и т. д.
- 4 Цзяньцзо (кит. 監作, Управляющий работами): сопровождающий 9-й низший ранг.

Заведовали распределением работ и следили за их исполнением.
Вспомогательные служащие (без ранга): 4 делопроизводителя (書令史), 8 письмоводителей (書吏), 2 кассира (計史, выдавали жалование), 10 «дяньши» (典事), 4 хранителя-«чжангу» (掌固). На образовательных курсах: 19 учёных-воспитателей (內教博士), 5 преподавателей канонов (經學), историк, слуга, 3 собирателя текстов (集綴文), 2 писца (楷書) и многие другие.

#### Гунвэйцзюйкит.宮闈局Служба дворцовых врат
Занимались обслуживанием внутренних дворцовых ворот, учётом проходящих, хранением ключей, подносили императрице таблички с именами предков во время жертвоприношения, следили за проездом экипажей, снабжали привратников и т. д.
- 2 Лина (кит. 令, Начальник): сопровождающий 7-й низший ранг.
- 2 Чэна (кит. 丞, Помощник): сопровождающий 8-й низший ранг.

Вспомогательные служащие (без ранга): 3 делопроизводителя (書令史), 6 письмоводителей (書吏), 20 нэйхуньли кит. 內閽史 — внутренние привратники, 16 нэйчжаншань кит. 內掌扇 — внутренние занимающиеся опахалами, 50 сяоцзиши сюэшэн (кит. 小給使學生) — молодой ученик-прислужник, 4 хранителя-«чжангу» и многие другие.

#### Сигуаньцзюйкит.奚官局Служба дворцовой обслуги
Занимались рабами и рабынями, вольными дворцовыми работниками, присваиванием рангов дворцовым дамам и евнухам, их медицинским обслуживанием и погребением, смотря по рангу и т. д.
- 2 Лина (кит. 令, Начальник): основной 8-й низший ранг.
- 2 Чэна (кит. 丞, Помощник): основной 9-й низший ранг.

Вспомогательные служащие (без ранга): 3 делопроизводителя (書令史), 6 письмоводителей (書吏), 4 «дяньши» (典事), 4 фармацевта (藥童), 4 хранителя-«чжангу» (掌固).

#### Нэйпуцзюйкит.內僕局Служба внутренних экипажей
Занимались выездом императрицы, её экипажами и транспортными животными. Лин и чэн сопровождали её слева и справа в пути.
- 2 Лина (кит. 令, Начальник): основной 8-й низший ранг.
- 2 Чэна (кит. 丞, Помощник): основной 9-й низший ранг.

Вспомогательные служащие (без ранга): 2 делопроизводителя (書令史), 4 письмоводителя (書吏), 140 возничих (駕士), возивших экипажи и объезжавших животных, 2 «дяньши» (典事), 9 хранителя-«чжангу» (掌固).

#### Нэйфуцзюйкит.內僕局Служба внутренних припасов
Занимались хранением и выдачей с дворцовых кладовых. Также лампами и купальнями, приносили на императорские аудиенции шёлк и серебро для личного награждения императором чиновников от 5-го ранга, героев войны и варварских вождей.
- 2 Лина (кит. 令, Начальник): основной 8-й низший ранг.
- 2 Чэна (кит. 丞, Помощник): основной 9-й низший ранг.

Вспомогательные служащие (без ранга): 2 делопроизводителя (書令史), 4 письмоводителей (書吏), 4 пристава (典史), 4 хранителя (掌固), 4 хранителя книг (典事).

#### Тайцзы нэйфанцзюйкит.太子內坊局Служба обеспечения внутреннего двора наследника престола
Создана около 740 года н. э. Занималась снабжением дворцовых женщин наследника питанием, соблюдением ритуалов, связью его двора с внешним миром и т. д.
- 2 Лина (кит. 令, Начальник): сопровождающий 5-й низший ранг.
- 2 Чэна (кит. 丞, Помощник): сопровождающий 7-й низший ранг.
- 5 Фанши (кит. 坊事, Исполнитель дел двора): сопровождающий 8-й низший ранг.
- 4 Фанши (кит. 典直, Блюститель праведности): основной 9-й низший ранг.

Занимались ритуалами, гостями наследника, передачей приказов наследника и приказов императора ему, выявление нарушений и т. д.